# Буднев, Николай Макарович
Николай Макарович Буднев (2 марта 1931, Полетаево-2, СССР — 11 марта 1991, Челябинск, СССР) — дежурный по горке станции Челябинск Южно-Уральской железной дороги (Челябинская область). Герой Социалистического Труда.

## Биография
Родился 2 марта 1931 года в Челябинской области на станции Полетаево-2 Сосновского района в семье железнодорожника. По национальности русский.
Окончив курсы таксировщиков в 1947 году, трудоустроился рабочим сортировочной горки на станции Челябинск-Главный, важнейшей железнодорожной станции Челябинского региона Южно-Уральской железной дороги (ЮУЖД). В начале 1950-х годов он устроился этой же станции на должность дежурного по горке. Железная дорога в то время не могла обеспечить нужной скорости обработки грузов, так как при манёврах скорость составов не превышала 6 км/ч. Буднев придумал и внедрил новый метод скоростного роспуска вагонов, благодаря которому удалось повысить их оборачиваемость, а также эффективность эксплуатации. В итоге скорость на манёврах возросла до 10 км/ч, а производительность на станции значительно повысилась. Данный метод вскоре был распространён на всей сети ЮУЖД и других железных дорог.
Жил в Челябинске, где умер 11 марта 1991 года.

## Награды
Указом Президиума Верховного Совета СССР от 1 августа 1959 года за выдающиеся успехи, достигнутые в деле развития железнодорожного транспорта, Буднев Николай Макарович был награждён званием Героя Социалистического Труда, а также стал кавалером ордена Ленина и медали «Серп и Молот».
В 1961 году удостоен звания «Почётный железнодорожник».

## Память
В августе 2008 года на здании центральной технической конторы нечетной системы станции «Челябинск» по адресу Привокзальная площадь, дом первый, Николай Будневу установлена мемориальная доска.
Внесён в Книгу почёта отделения железной дороги и области.